# Andreas Kaltenbrunner

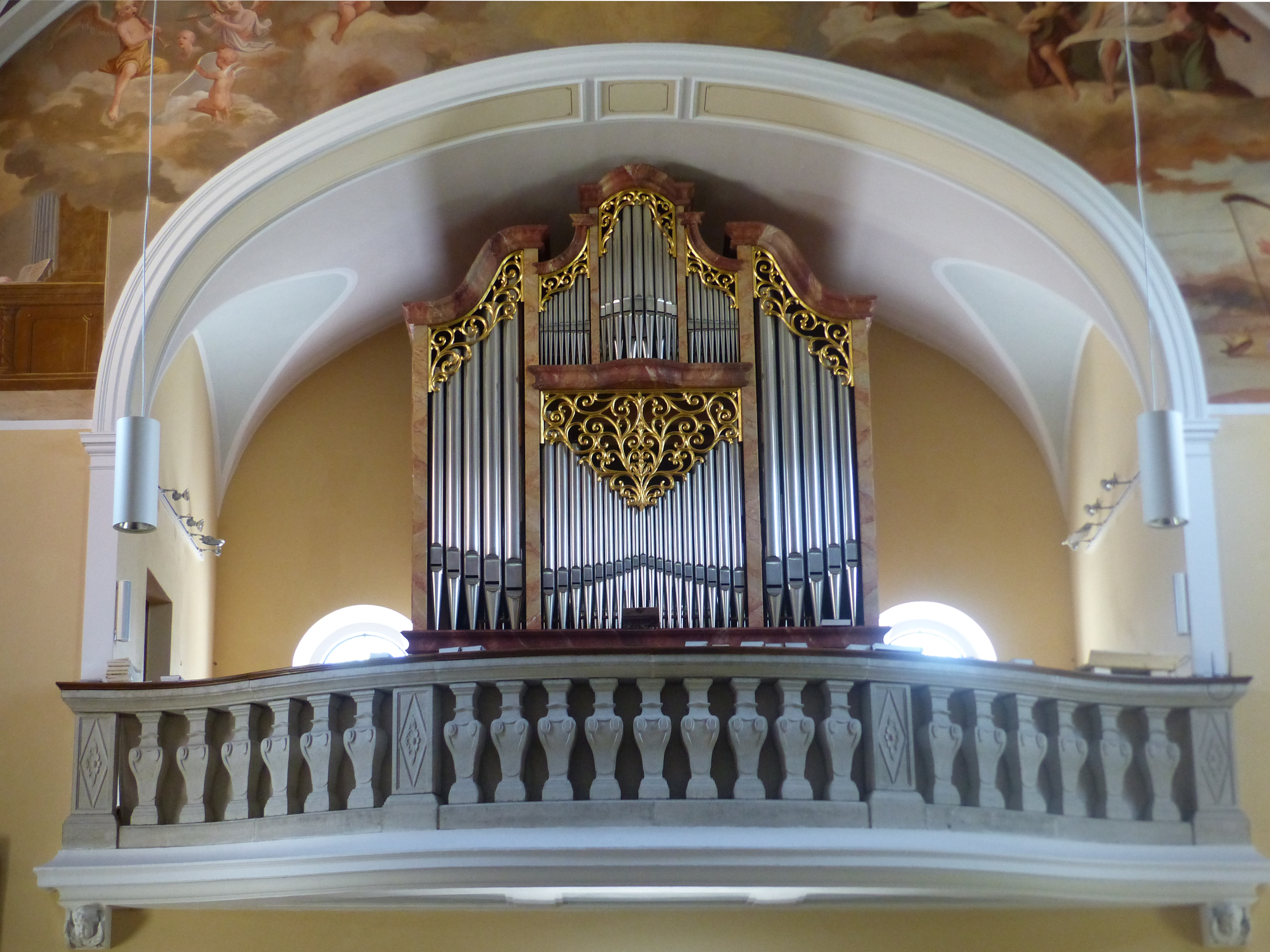
Pfarrkirche Niederthalheim

Andreas Kaltenbrunner (* 1958 in Zürich) ist ein österreichischer Orgelbauer in Bad Wimsbach-Neydharting in Oberösterreich.

## Leben
Andreas Kaltenbrunner begann 1975 seine Ausbildung als Orgelbauer bei Bruno Riedl in Linz und absolvierte die Berufsfachschule und legte 1983 die Meisterprüfung in Orgelbau ab. Darüber hinaus war er von 1981 bis 1986 als Klavierbauer und Klavierstimmer im Klavierhaus Wegner in Wels tätig. 1983 begründete Kaltenbrunner eine eigene Orgelbauwerkstatt in Scharnstein, welche 2004 nach Bad Wimsbach-Neydharting übersiedelte. 2020 beendete er seine Tätigkeit als Orgelbauer.

## Neubauten
| Jahr | Ort                   | Gebäude                          | Bild | Manuale | Register | Bemerkungen                                                                                |
| ---- | --------------------- | -------------------------------- | ---- | ------- | -------- | ------------------------------------------------------------------------------------------ |
| 1991 | Roitham am Traunfall  | Pfarrkirche Roitham am Traunfall |      | II/P    | 20       | Neubau                                                                                     |
| 1993 | Niederneukirchen      | Pfarrkirche Niederneukirchen     |      | II/P    | 17       | Neubau                                                                                     |
| 1995 | Vorchdorf             | Pfarrkirche Vorchdorf            |      | II/P    | 21       | Neubau                                                                                     |
| 1997 | Wels (Stadt)          | Marienkirche                     |      | II/P    | 14       | Neubau                                                                                     |
| 1998 | Wendling              | Pfarrkirche Wendling             |      | II/P    | 12       | Neubau                                                                                     |
| 2002 | Niederthalheim        | Pfarrkirche Niederthalheim       |      | II/P    | 21       | Neubau                                                                                     |
| 2002 | Linz                  | Christkönigkirche (Linz)         |      | III/P   | 50       | technischer Neubau                                                                         |
| 2003 | Neustift im Mühlkreis | Pfarrkirche Rannariedl           |      | II/P    | 18       | Neubau                                                                                     |
| 2005 | Matou / TAIWAN        | Aletheia University              |      | III/P   | 35       | Neubau 1. Österreichische Orgel in Taiwan                                                  |
| 2006 | Wagrain (Pongau)      | Pfarrkirche St. Rupert           |      | II/P    | 25       | Joseph-Mohr-Gedächtnis-Orgel (Anm.: Textdichter von „Stille Nacht, heilige Nacht“) → Orgel |
| 2007 | Grünburg              | Pfarrkirche Grünburg             |      | II/P    | 16       | Neubau                                                                                     |
| 2008 | Lambach               | Stiftskirche Lambach             |      | I/P     | 9        | Chororgel Neubau                                                                           |
| 2012 | St. Peter am Hart     | Schlosskapelle Hagenau           |      | I/P     | 6        | Neubau (Rekonstruktion)                                                                    |

## Restaurierungen
| Jahr | Ort                      | Gebäude                       | Bild | Manuale | Register | Bemerkungen                                                           |
| ---- | ------------------------ | ----------------------------- | ---- | ------- | -------- | --------------------------------------------------------------------- |
| 1987 | Thalheim bei Wels        | Pfarrkirche Thalheim bei Wels |      | II/P    | 24       | Restaurierung der Orgel aus 1886 von Josef Mauracher                  |
| 1988 | Waldhausen im Strudengau | Stift Waldhausen              |      | II/P    | 15       | Restaurierung der Orgel mit Blockwerk aus 1803 von Rumel dem Jüngeren |
| 1993 | Schardenberg             | Pfarrkirche Schardenberg      |      | II/P    | 19       | Restaurierung der Orgel der Gebrüder Steininger                       |
| 2002 | Linz                     | Christkönigkirche (Linz)      |      | III/P   | 50       | Restaurierung der Orgel von Wilhelm Zika aus dem Jahr 1957            |
| 2016 | Bad Ischl                | Stadtpfarrkirche St. Nikolaus |      | III/P   | 60       | Instandhaltung                                                        |
| 2020 | Gmunden                  | Pfarrkirche Gmunden           |      | III/P   | 24       | Renovierung, OW, HW KP                                                |